# Philippus Vethaak
Philippus „Filip“ Vethaak (* 1. Oktober 1914 in Vlaardingen; † 23. September 1991 ebenda) war ein niederländischer Radrennfahrer.

## Sportliche Laufbahn
Vethaak war im Straßenradsport aktiv. 1936 startete er bei den Olympischen Sommerspielen in Berlin. Im olympischen Straßenrennen kam er nicht ins Ziel. In der Mannschaftswertung kam das Team der Niederlande mit Nico van Gageldonk, Gerrit Schulte, Philippus Vethaak und René van Hove nicht in die Wertung.
1936 siegte er im Rennen Acht van Chaam bei den Amateuren. Von 1943 bis 1949 war er Unabhängiger und Berufsfahrer. Neben dem Gewinn einiger Kriterien hatte er keine bedeutenden Erfolge bei den Radprofis.